# 23753 Busdicker
23753 Busdicker là một tiểu hành tinh vành đai chính với chu kỳ quỹ đạo là 1204.1651672 ngày (3.30 năm).
Nó được phát hiện ngày 22 tháng 5 năm 1998.